# 海正药业
浙江海正药业股份有限公司（上交所：600267）是一家中國國有企業，2000年在上海证交所上市。公司注册地点为浙江省台州市椒江区，前身是始建于1956年的海门化工厂。创办人白骅，总裁李琰。
公司控股股东为：浙江海正集团有限公司；第二大股东为：浙江省国际贸易集团公司，均为国有法人单位。是中国最大的抗生素、抗肿瘤药物生产企业之一。